# パレーテ
パレーテ（伊: Parete）は、イタリア共和国カンパニア州カゼルタ県にある、人口約13,000人の基礎自治体（コムーネ）。

## 地理

### 位置・広がり

#### 隣接コムーネ
隣接するコムーネは以下の通り。括弧内のNAはナポリ県所属を示す。
- ジュリアーノ・イン・カンパーニア (NA)
- ルシャーノ
- トレントラ＝ドゥチェンタ

### 気候分類・地震分類
パレーテにおけるイタリアの気候分類 (it) および度日は、zona C, 1166 GGである。
また、イタリアの地震リスク階級 (it) では、zona 2 (sismicità media) に分類される。